# Taimuraz Tigiyev
Taimuraz Tigiyev, né le 15 janvier 1982 à Ordjonikidze, est un lutteur libre ouzbek. Il est le frère du lutteur Soslan Tigiyev.
Le 21 août 2008, il devient vice-champion olympique de lutte libre en moins de 96 kg, après avoir été battu en finale par le Russe Shirvani Muradov.
Le 26 octobre 2016, le Comité international olympique annonce sa disqualification des Jeux de Pékin (et le retrait de sa médaille d'argent) en raison de la présence de turinabol  dans les échantillons prélevés lors de ces Jeux.